# Терраццо
Терраццо (итал. Terrazzo) — коммуна в Италии, располагается в провинции Верона области Венеция.
Население составляет 2366 человек (2008 г.), плотность населения составляет 115 чел./км². Занимает площадь 21 км². Почтовый индекс — 37040. Телефонный код — 0442.
Покровителем коммуны почитается святой апостол Павел, празднование 25 января.

## Демография
Динамика населения:

## Администрация коммуны
- Официальный сайт: http://www.comune.terrazzo.vr.it/